# Secondo Ricci
Secondo Ricci (Bagnacavallo, 8 ottobre 1913 – Bagnacavallo, 13 gennaio 1984) è stato un calciatore italiano, di ruolo terzino sinistro.

## Carriera

### Club
Dopo aver giocato per Ravenna e Russi, Ricci passò al Bologna in Serie A ed esordì in maglia rossoblù il 16 ottobre 1938 in Bologna-Lazio (2-0). Nella sua lunga militanza al Bologna, durata fino al 1950, ebbe numerosi problemi fisici ed infortuni, tra cui un'operazione all'anca nel 1941 e una frattura a una gamba nella stagione 1947-1948. Nonostante ciò giocò molti campionati ad alto livello e vinse due scudetti nel 1938-1939 e nel 1940-1941.

### Nazionale
Ricci giocò la sua unica partita in Nazionale il 14 aprile 1940 nell'amichevole contro la Romania.

## Statistiche

### Presenze e reti nei club
| Stagione        | Squadra         | Campionato      | Campionato | Campionato | Totale   | Totale |
| Stagione        | Squadra         | Campionato      | Presenze   | Reti       | Presenze | Reti   |
| --------------- | --------------- | --------------- | ---------- | ---------- | -------- | ------ |
| 1936-1937       | Ravenna         | C               | 21         | 0          | 21       | 0      |
| 1937-1938       | Russi           | PD              | ?          | ?          | ?        | ?      |
| 1938-1939       | Bologna         | A               | 21         | 0          | 21       | 0      |
| 1939-1940       | Bologna         | A               | 28         | 0          | 28       | 0      |
| 1940-1941       | Bologna         | A               | 26         | 0          | 26       | 0      |
| 1941-1942       | Bologna         | A               | 1          | 0          | 1        | 0      |
| 1942-1943       | Bologna         | A               | 29         | 0          | 29       | 0      |
| 1943-1944       | Bologna         | DN              | 7          | 0          | 7        | 0      |
| 1945-1946       | Bologna         | DN              | 19         | 0          | 19       | 0      |
| 1946-1947       | Bologna         | A               | 20         | 0          | 20       | 0      |
| 1947-1948       | Bologna         | A               | 10         | 0          | 10       | 0      |
| 1948-1949       | Bologna         | A               | 21         | 0          | 21       | 0      |
| 1949-1950       | Bologna         | A               | 1          | 0          | 1        | 0      |
| Totale Bologna  | Totale Bologna  | Totale Bologna  | 183        | 0          | 183      | 0      |
| 1950-1951       | Ravenna         | Promozione      | 31         | 0          | 31       | 0      |
| 1951-1952       | Ravenna         | C               | 26         | 0          | 26       | 0      |
| Totale Ravenna  | Totale Ravenna  | Totale Ravenna  | 57         | 0          | 57       | 0      |
| Totale carriera | Totale carriera | Totale carriera | 261        | 0          | 261      | 0      |

### Cronologia presenze e reti in Nazionale
| Cronologia completa delle presenze e delle reti in nazionale ― Italia | Cronologia completa delle presenze e delle reti in nazionale ― Italia | Cronologia completa delle presenze e delle reti in nazionale ― Italia | Cronologia completa delle presenze e delle reti in nazionale ― Italia | Cronologia completa delle presenze e delle reti in nazionale ― Italia | Cronologia completa delle presenze e delle reti in nazionale ― Italia | Cronologia completa delle presenze e delle reti in nazionale ― Italia | Cronologia completa delle presenze e delle reti in nazionale ― Italia |
| Data                                                                  | Città                                                                 | In casa                                                               | Risultato                                                             | Ospiti                                                                | Competizione                                                          | Reti                                                                  | Note                                                                  |
| --------------------------------------------------------------------- | --------------------------------------------------------------------- | --------------------------------------------------------------------- | --------------------------------------------------------------------- | --------------------------------------------------------------------- | --------------------------------------------------------------------- | --------------------------------------------------------------------- | --------------------------------------------------------------------- |
| 14/04/1940                                                            | Roma                                                                  | Italia                                                                | 2 – 1                                                                 | Romania                                                               | Amichevole                                                            | -                                                                     |                                                                       |
| Totale                                                                |                                                                       | Presenze                                                              | 1                                                                     |                                                                       | Reti                                                                  | 0                                                                     |                                                                       |

## Palmarès

### Club

#### Competizioni nazionali
- Campionato italiano: 2

Bologna: 1938-1939, 1940-1941
- Coppa Alta Italia: 1

Bologna: 1946

#### Competizioni regionali
- Promozione: 1

Ravenna: 1950-1951